# 玛丽·马伦
玛丽·马伦（英語：Marie Mullen，1953年—），女，爱尔兰演员。曾获得托尼奖最佳话剧女主角。